# Jack Haig
Jack Leonard Haig (Bendigo, 6 settembre 1993) è un ciclista su strada australiano che corre per il team Bahrain Victorious. Ha caratteristiche di passista-scalatore, ed è professionista dal 2016.

## Palmarès
- 2014 (Avanti Racing Team/AIS)

2ª tappa Tour of Toowoomba
Classifica generale Tour of Toowoomba
- 2017 (Orica-Scott, una vittoria)

6ª tappa Tour de Pologne (Wieliczka > Zakopane)
- 2020 (Mitchelton-Scott, una vittoria)

4ª tappa Vuelta a Andalucía (Villanueva Mesía > Granada)

### Altri successi
- 2014 (Avanti Racing Team/AIS)

Classifica giovani Tour Down Under
Classifica giovani Herald Sun Tour
3ª tappa Tour of Toowoomba (cronosquadre)
Classifica giovani Tour Alsace
- 2016 (Orica-GreenEDGE)

Classifica a punti Giro di Slovenia
- 2019 (Mitchelton-Scott)

1ª tappa Czech Cycling Tour (Ostrava, cronosquadre)

## Piazzamenti

### Grandi Giri
- Giro d'Italia

2018: 36º
2020: non partito (10ª tappa)
2023: 19º
- Tour de France

2019: 38º
2021: ritirato (3ª tappa)
2022: ritirato (5ª tappa)
2023: 28º
2024: 31º
2025: ritirato (7ª tappa)
- Vuelta a España

2016: 117º
2017: 21º
2018: 19º
2021: 3º
2024: 22º

### Classiche monumento
- Giro delle Fiandre

2016: ritirato
- Liegi-Bastogne-Liegi

2016: ritirato
2018: 14º
2021: 17º
2022: 11º
2025: 53º
- Giro di Lombardia

2016: ritirato
2017: 24º
2018: ritirato
2019: 6º

### Competizioni mondiali
- Campionati del mondo su strada

Ponferrada 2014 - In linea Under-23: 67º
Richmond 2015 - In linea Under-23: 13º
Bergen 2017 - In linea Elite: 94º
Innsbruck 2018 - In linea Elite: 19º
Harrogate 2019 - In linea Elite: ritirato
- Campionati del mondo di mountain bike

Svizzera 2010 - Team Relay: 10º